# 何塞·雷耶斯 (足球运动员)
何塞·皮拉尔·雷耶斯（西班牙語：José Pilar Reyes，1955年10月12日—），墨西哥男子足球运动员，司职守门员。他曾代表墨西哥国家队参加1978年国际足联世界杯，结果队伍止步小组赛阶段。